# Masami Suzuki
Masami Suzuki (鈴木 真仁?, Suzuki Masami; Kanagawa, 14 luglio 1972) è un'attrice, doppiatrice e cantante giapponese.
È affiliata con la Ark Production Fra i suoi ruoli più celebri si possono citare Amelia Wil Tesla Saillune in Slayers e Yukino Hojo in Gate Keepers. Ha inoltre cantato le sigle di Tales of Phantasia: The Animation.

## Ruoli principali
- Lal Mirch in Katekyo Hitman Reborn!
- Tachiki Noriko in Kanata kara from far away
- Mike "Mac" McField in Legendz
- Amelia Wil Tesla Saillune in Slayers
- Yukino Hojo in Gate Keepers
- Yukino Hojo in Gate Keepers 21
- Chacha in Akazukin Chacha
- Ghost Kotsuzuka in Yu-Gi-Oh! Duel Monsters
- Sho Marufuji in Yu-Gi-Oh! Duel Monsters GX
- Apis e Aisa in One Piece
- Nina Mercury in Lost Universe
- Yuuka Saotome in Suzuka
- Ayako Matsuzaki in Ghost Hunt
- Yuuko Kawai in Mizuiro Jidai
- Sorincha in Kakurenbo
- Maguro Hōjiro in Penguin musume Heart
- Juan in Saint October
- Tsubura Sanada in Shura no Toki
- Rika in Fragile Dreams: Farewell Ruins of the Moon
- Voce Avatar 4 in Jump Force
- Haru/Renamon in Digimon Survive